# Akheilos suwartanai
Akheilos suwartanai is een vissensoort uit de familie van de kathaaien (Scyliorhinidae). De wetenschappelijke naam van de soort is voor het eerst geldig gepubliceerd in 2019 door White, Fahmi & Weigmann.